# 拉脱维亚环境、地质与气象中心

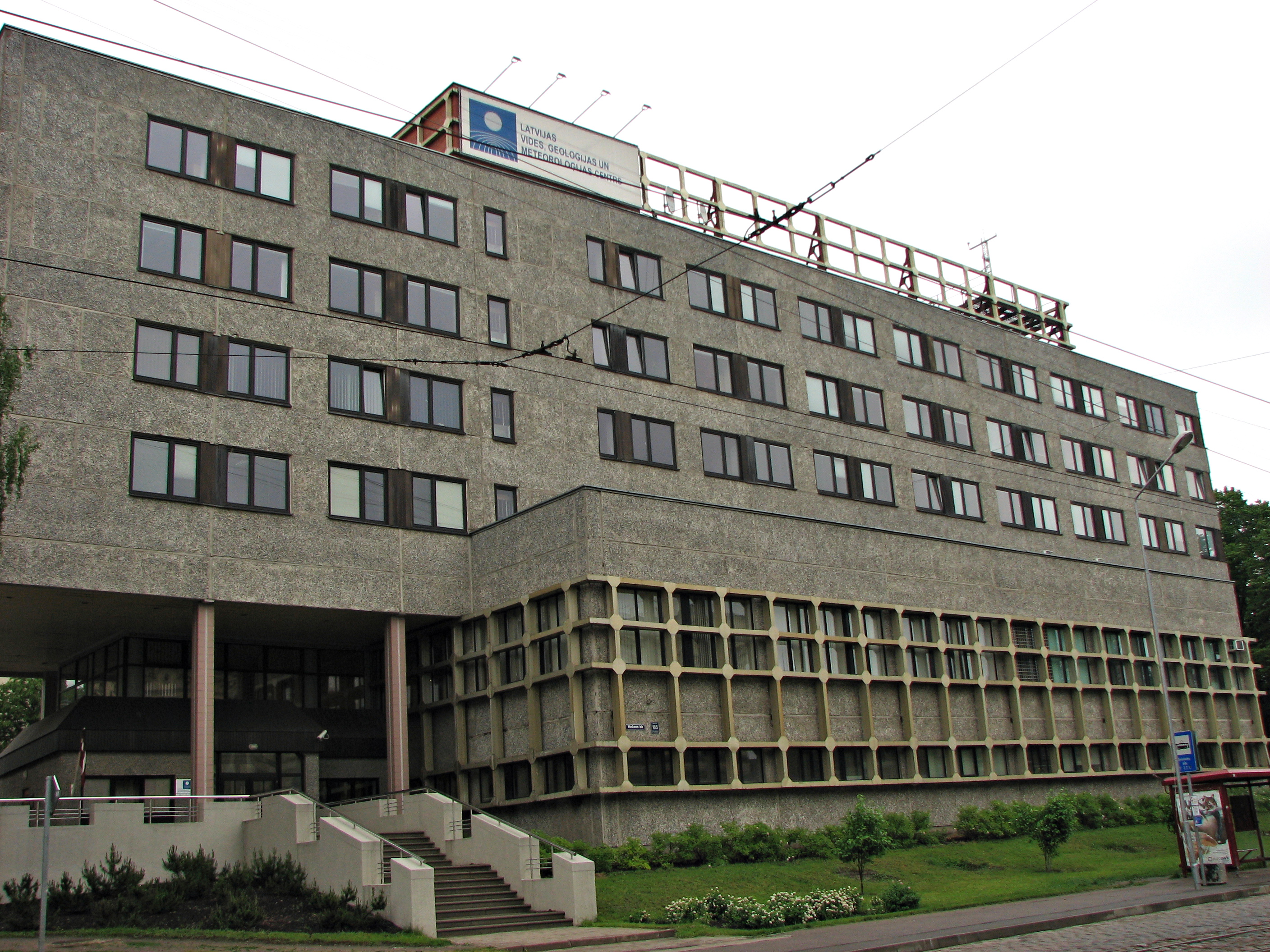
拉脱维亚环境、地质和气象中心

拉脱维亚环境、地质与气象中心是拉脱维亚环境保护和区域发展部下属的一个政府部门。
该机构的主要任务是收集和处理环境信息，开展环境监测，向社会通报环境状况，确保地质监督和自然资源的合理利用，执行国家在地质领域的政策。该机构同时从事一些领域的研究，包括了气象学、气候学、水文学、空气质量和跨境空气污染影响等领域。

## 历史
1989年2月，拉脱维亚共和国生态研究和信息中心是根据1989年1月1日拉脱维亚苏维埃社会主义共和国国家环境保护委员会第4号法令，在环境部和水资源管理部隶属的中央水化学实验室的基础上，创建拉脱维亚的环境机构。1993年9月，拉脱维亚环境和区域发展部下达1993年9月17日第9号法令成立了拉脱维亚环境数据中心。2000年10月1日，根据拉脱维亚内阁于2000年9月27日下达的第478号法令成立了拉脱维亚环境署，重组了环境咨询和监测中心，并将其与拉脱维亚环境数据中心合并。2000年，根据环境和区域发展部长于2001年8月6日的法令，拉脱维亚环境局采纳了拉脱维亚水文气象局实施的国家地表水监测计划。

## 功能
LEGMC具有以下功能：
- 根据机构的成立宗旨，履行规范性法案规定的职能和国家行政部门规定的任务；
- 创建和开发一个统一的环境信息系统；
- 协助完善国家环境监测指标体系；
- 在国际、国家和区域项目和计划的框架内开展环境、地质、水文、气象观测并提供相应结果；确保地质、水文和气象数据以及环境质量数据的收集、存储、系统化和补充；
- 评估环境质量、自然资源状况、趋势、预测和风险因素，并准备国家环境报告和声明；
- 根据其权限，向社会、国家和市政机构以及欧盟机构和国际组织提供环境、地质、水文和气象信息；
- 制定天气、水文和其他专业预报；
- 确保提供航空航行所需的信息；
- 确保对拉脱维亚境内的矿产资源进行评估；
- 管理拉脱维亚国家地质基金以及钻孔岩心和标准样品储存；
- 根据1944年12月7日的国际民用航空公约履行气象机构的职能；确保履行拉脱维亚共和国与LEGMC活动领域相关的其他国际义务；
- 代表拉脱维亚共和国参加世界气象组织以及活动涉及气象、水文、地质、环境质量评估、化学物质监督以及危险和放射性废物管理的其他国际组织；作为欧洲环境署协调中心和拉脱维亚共和国化学物质管理的国家主管当局；根据LEGMC的活动范围，在欧盟委员会工作组中代表拉脱维亚共和国；
- 通报危险的气象和水文现象以及与环境质量变化有关的可能导致灾难、破坏和事故的现象；
- 向负责民防的当局提供有关自流井保护措施规划和在国家受到威胁时提供供水的信息；
- 确保放射性废物的管理，管理放射性废物处置场“Radons”、薩拉斯皮爾斯研究反应堆、危险废物回收的国有对象、危险废物焚烧设备、危险废物多边形以及其他与*相关的国有对象和设备危险废物的管理；
- 在LEGMC管理的设施中测试放射性材料和电离辐射源；
- 在放射性事故发生后净化受污染的区域、车辆和其他物体；
- 进行萨拉斯皮尔斯研究反应堆的拆除和处置。

### 中心活动区
- 水资源管理
- 测量设备校准
- 环境样品检测
- 地质学
- 臭氧层保护
- 观察和监测